# Palazzo Pubblico (Siena)
A Palazzo Pubblico (más néven Palazzo Comunale) Siena 14. századi városházája. A város világi központjában, a Piazza del Campón álló épület, 105 méter magas tornyával, a városkép meghatározó eleme. Itt kapott helyet a városi múzeum.

## Története
A 13. század második felében a város erősödő polgársága tekintélyes városháza építésével is hirdetni akarta hatalmát. Már 1250-ben megkezdték az épület tervezését. Helyét „semleges területen”, a három dombra települt különböző lakossági csoportok közötti nagy, lejtős piactér aljában jelölték ki. Ezért épült később a város és az itáliai középkor egyik legmagasabb tornya a városházához, hogy az az épület elhelyezkedése ellenére kimagasló legyen a városban, vetélkedjen a sienai katedrális, az egyházi hatalom központja tornyának magasságával.
1297-ben elkezdték az építkezést és 1299-re elkészült a városháza középső traktusa. 1305-ben megkezdték a két oldalszárny építését, kissé homorú ívben, a tér adottságaihoz alkalmazkodva. Ezeket 1310-re fejezték be. A 88 méterre kiemelkedő harangtorony, a Torre del Mangia, ami ma is a város látképének egyik legfontosabb eleme, 1325-1348 között épült hozzá. A torony elkészültével az épület hosszú időre felvette végleges alakját, csak 1680-ban, majd a 18. században építettek hozzá kisebb részeket. Így az 1348-ban Sienába érkező és a lakosság kétharmadát elpusztító pestisjárvány, a Fekete halál már nem akadályozta az építkezést, sőt a járvány elmúltával kápolnát emeltek az épület toronyrésze elé a járvány befejeződése érdekében tett ünnepélyes ígéret megvalósítása gyanánt. Ennek építkezése 1352-ben kezdődött Domenico d’Agostino vezetésével, de csak 1376-ban fejeződött be Giovanni di Cecco révén.
A fő homlokzat alsó része terméskőből épült, és jellegzetes sienai boltívek díszítik. A második és a harmadik szint téglából épült háromosztatú díszes ablakokkal. A negyedik szinten kettős ívű ablakok vannak, közöttük egy nagy rézlapon Jézus monogramja látható, Sienai Szent Bernardin attribútuma. A kiemelkedő központi épületrész sarkait kiugró, kőből faragott, Romulust és Remust szoptató római farkasok díszítik, mivel ezt a jelképet Senus, Romulus fia révén Siena is magáénak tekinti. 
A palota udvarát, amit a Bíró udvarának is neveznek, 1325-ben építették téglából, majd 1929-ben restaurálták. Falain polgármesterek címerei láthatók, valamint egy freskó a 14. századból, az Istenanyát ábrázolja két angyallal. Itt is látható az anyafarkas szobra az ikrekkel, valamint eg aranyozott ónszobor, Giovanni di Turino alkotása.

## Termei
A palota és a benne kialakított múzeum leghíresebb terme a Térkép-terem (Sala del Mappamondo), amely egy Ambrogio Lorenzetti által festett világtérképről kapta a nevét. A további falakon látható még Simone Martini két, egymással szemben elhelyezett freskója. Az egyik a Trónoló Madonna a francia gótika stílusában, amit 1315-ben alkotott, és ezzel Siena legrégebbi freskója. A másik 1329-ben keletkezett és Guidoriccio da Fogliano hadvezért ábrázolja lóháton, aki a Siena ellen felkelő Montemassi és Sassofortino várak urait leverte, és ezzel a város hatalmát megszilárdította.

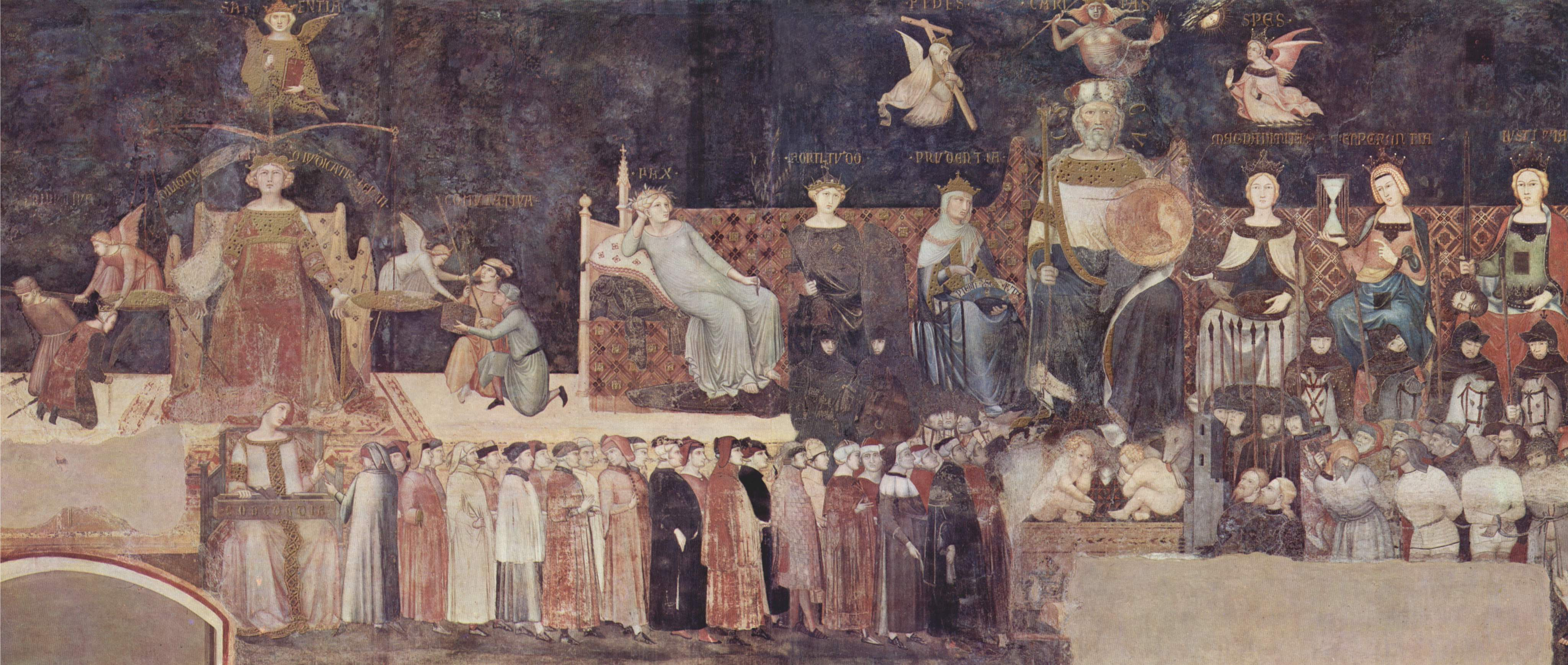
A jó kormányzás allegóriája

A Béke-teremben, amit a Kilencek termének is neveznek a várost akkoriban vezető kilenc család után (Sala della Pace vagy Sala dei Nove) Ambrogio Lorenzetti freskói láthatók, amiket 1337 és 1339 között festett. A „Jó kormányzás allegóriája” című munkája három részletben mutatja be a jó kormányzás áldásos összetevőit, a fekete-fehérbe – a város színeibe – öltözött jó királyt, valamint mellette az igazságosságot és a mértékletességet jelképező alakokat (a kezükben látható homokóra a szerkezet legkorábbi művészi ábrázolásának számít), valamint a nagylelkűség, az ész, az erő és a béke megszemélyesítőit, felettük pedig a hit, remény és szeretet alakjai lebegnek. A „Rossz kormányzás allegóriája” egy gonosz uralkodót ábrázol a pokol attribútumaival és a halálos bűnök jelképeivel.
A jó és a rossz kormányzást ábrázoló freskók azt is bizonyítják, hogy  Itáliában ebben az időben, már jóval Petrarca munkássága előtt, ismeretesek voltak Homérosz eposzai és Hésziodosz munkássága, akiknek hatása a képekre kétségtelen.

## Fordítás
Ez a szócikk részben vagy egészben a Palazzo Pubblico (Siena) című német Wikipédia-szócikk ezen változatának fordításán alapul.  Az eredeti cikk szerkesztőit annak laptörténete sorolja fel. Ez a jelzés csupán a megfogalmazás eredetét és a szerzői jogokat jelzi, nem szolgál a cikkben szereplő információk forrásmegjelöléseként.